# Muzeul de Etnografie și Artă Populară Săsească „Emil Sigerus”

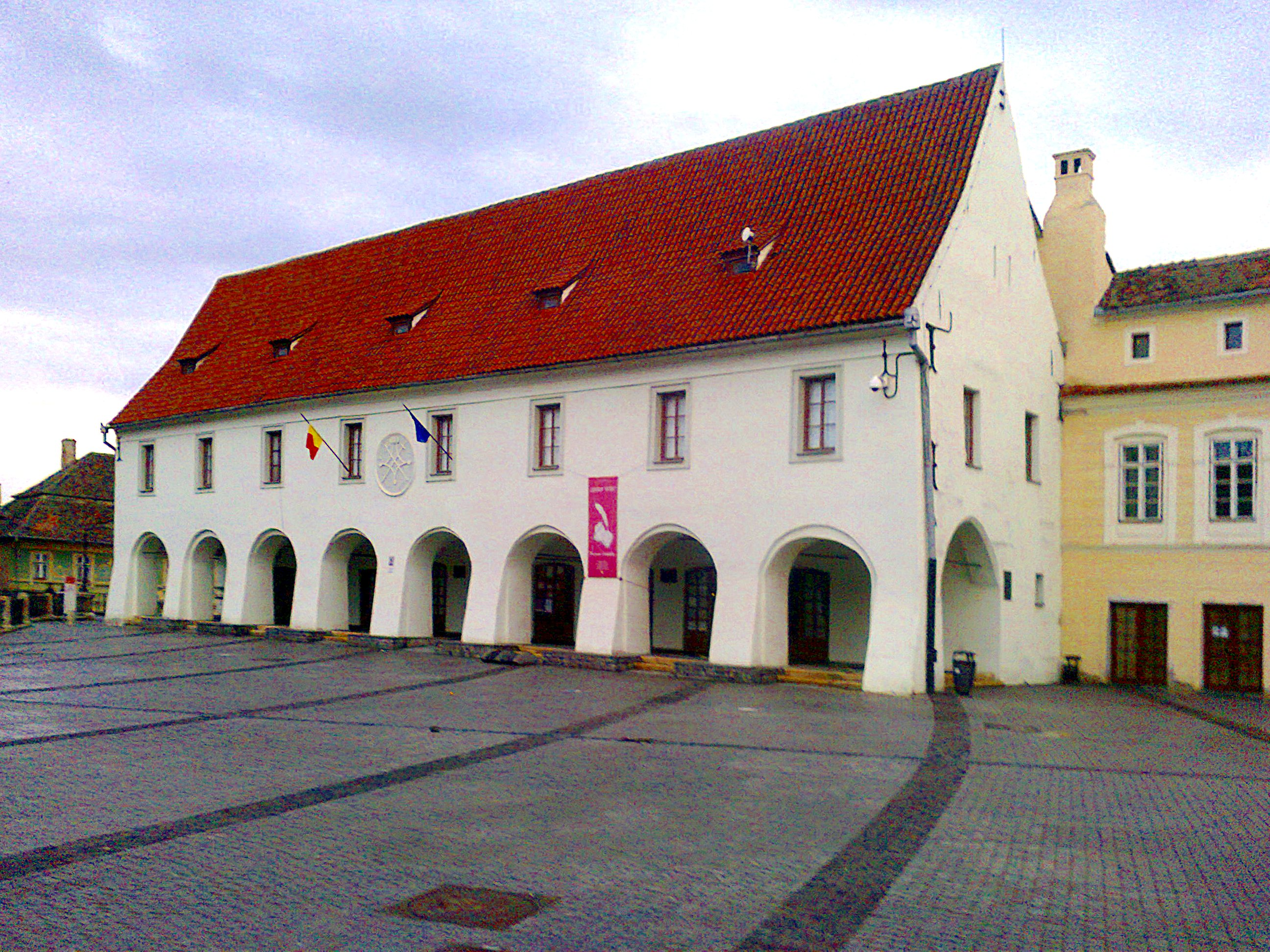
Muzeul „Emil Sigerus”

Proiectul de înființare în cadrul Complexului Național Muzeal „ASTRA„ din Sibiu a unei unități muzeale de artă populară săsească a debutat în anul 1997 și a avut ca scop salvarea, conservarea și promovarea patrimoniului cultural material și imaterial aparținând acestei minorități, dat fiind faptul că Sibiul a reprezentat un spațiu fundamental de rezidență pentru sași.
Patrimoniul Muzeului „Emil Sigerus” s-a îmbogățit de-a lungul anilor prin donații și achiziții, însumând la ora actuală un număr de peste 8900 de piese, conservate în trei colecții: ceramică, port – textile - broderii și mobilier pictat.
Vernisarea, în noiembrie 1998, a expoziției de bază a prilejuit inaugurarea primului spațiu expozițional al muzeului, amenajat în subsolul imobilului din Piața Huet nr. 12, care adăpostește cea mai completă și valoroasă colecție de cahle din întreaga țară și printre cele mai bogate din Europa.
Atingerea obiectivelor muzeului se realizează și prin colaborarea cu diverse instituții de cultură, prin schimburi de informații și rezultate științifice cu alți cercetători români și din străinătate. In acest sens, amintim acordul de parteneriat semnat cu Asociația Muzeului Transilvănean din Gundelsheim (Siebenbürgisches Museum), la sfârșitul anului 1999, prin care s-au realizat, în colaborare, numeroase expoziții și s-au efectuat diverse campanii de cercetare în regiunile locuite de comunitatea săsească.
Colectivul Muzeului de Etnografie Săsească „Emil Sigerus”, prin programul de valorificare a colecțiilor, organizează anual diferite expoziții temporare care prin tematica lor ilustrează cultura, civilizația și tradițiile sașilor din Transilvania. Menționăm doar câteva din șirul expozițional desfășurat de-a lungul anilor: Sași, landleri și români - model de conviețuire în spațiul transilvănean (2002), Meșteșug și artă în comunitățile săsești din Transilvania – mobilier pictat, cojocărit și olărit (2002- 2003), Broderii și țesături în universul locuinței (2002), Emil Sigerus – 150 de ani de la naștere (2004), Ceramica săsească din sud-estul Transilvaniei (2004), Maghiarii și secuii din Ardeal. Valori identitare ale patrimoniului cultural tradițional (2005), Meșteșugari habani în Transilvania. Influențele artei habane în arta populară săsească (2005), Valorile comunității săsești sub amprenta timpului (2005), Morala creștină – călăuză în viața de zi cu zi a comunității săsești (2006), Mobilier pictat transilvănean (2007), Ceramică și broderie. Elemente de ornamentică transilvăneană (2008).

## Casa Artelor
Depozitele în care sunt păstrate colecțiile au fost reamenajate în mansarda clădirii denumită Casa Artelor, monument istoric (cod LMI SB-II-m-A-12123), restaurat, atestat documentar în anul 1370, în incinta căreia din anul 2007, funcționează sediul muzeului. Clădirea a fost restaurată între anii 1962 și 1967, de atunci fiind dată în circuitul cultural.

### Galerie foto

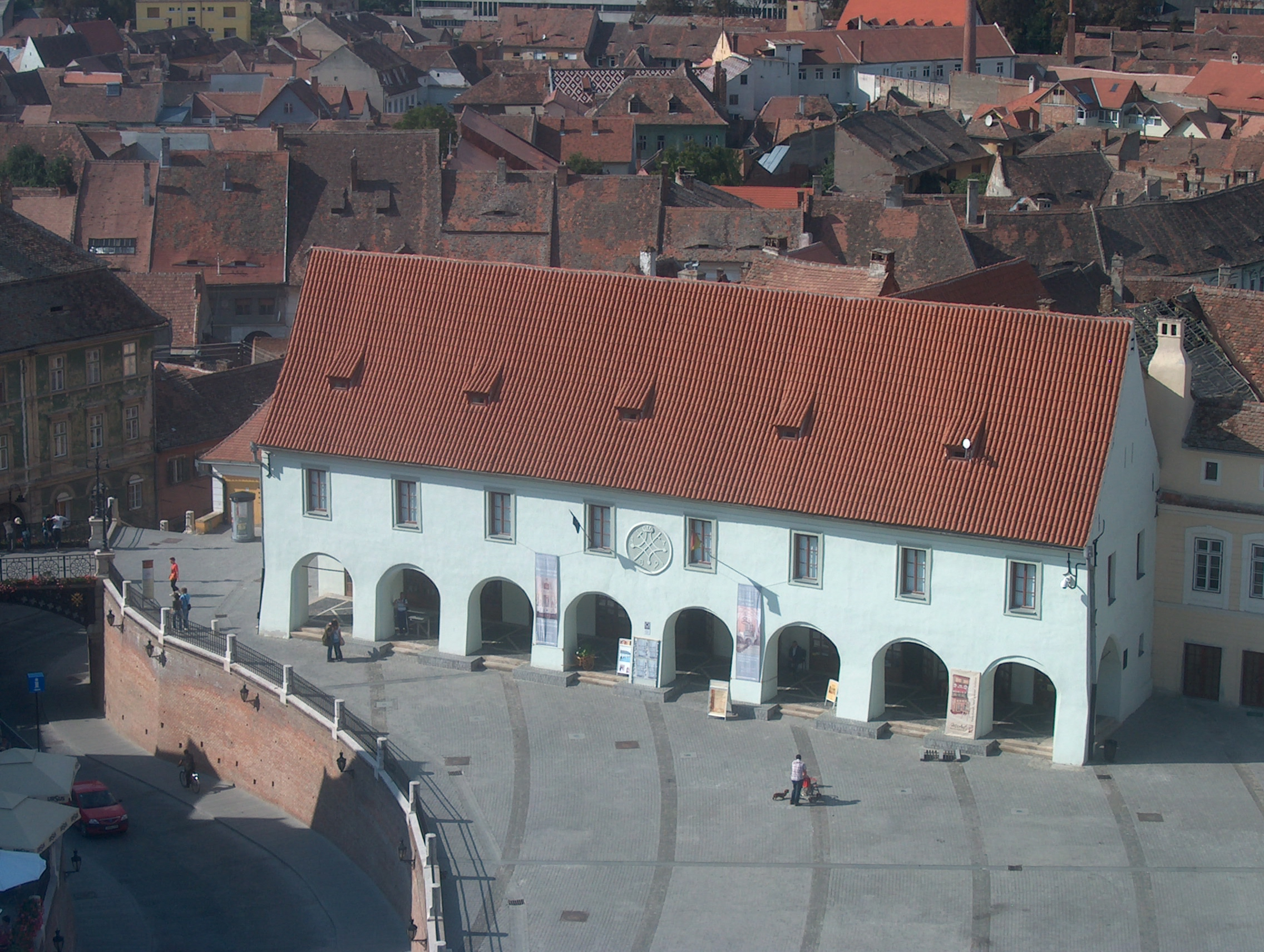
Vedere din Turnul Sfatului
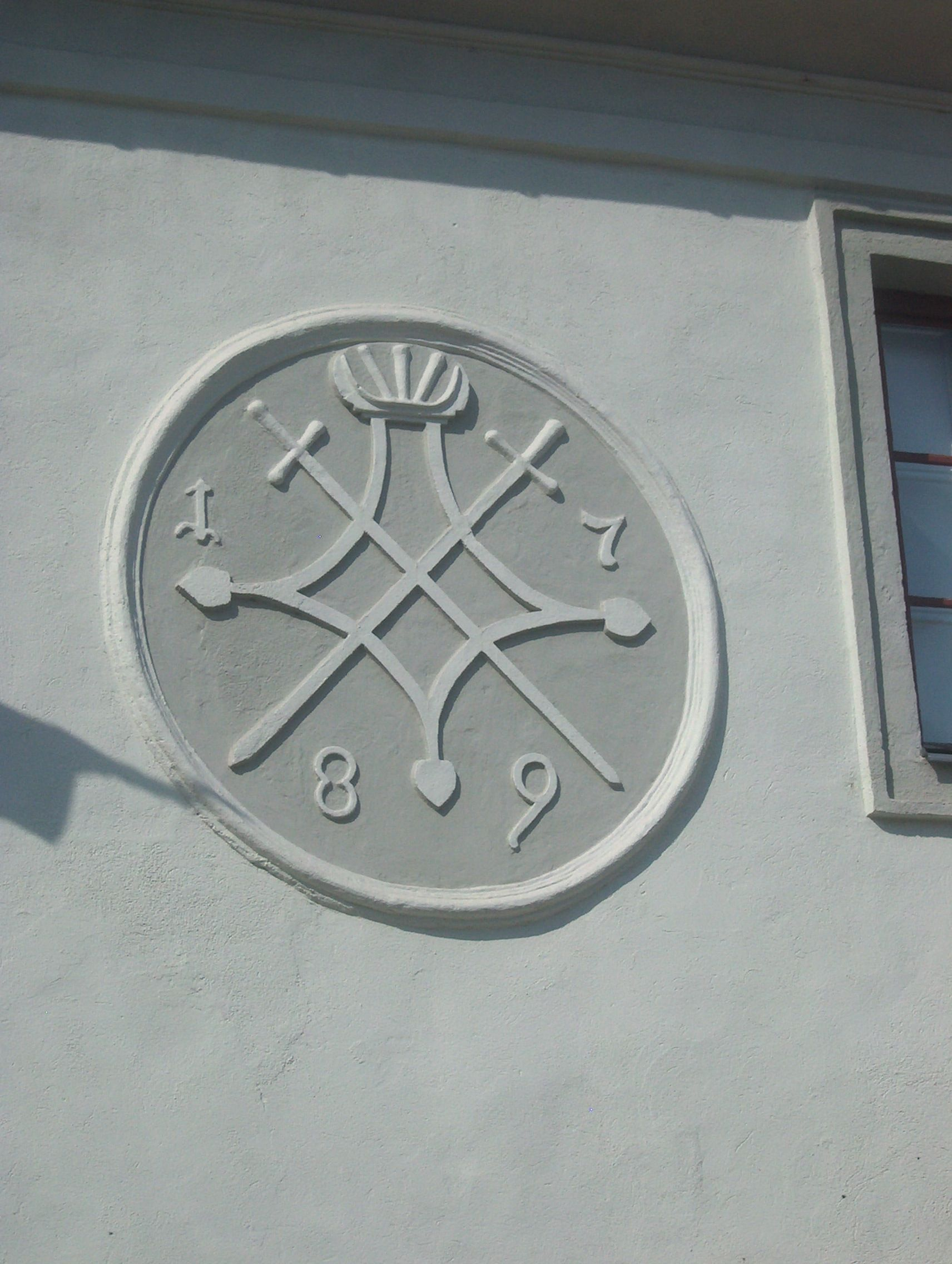
Stema Sibiului de pe clădire
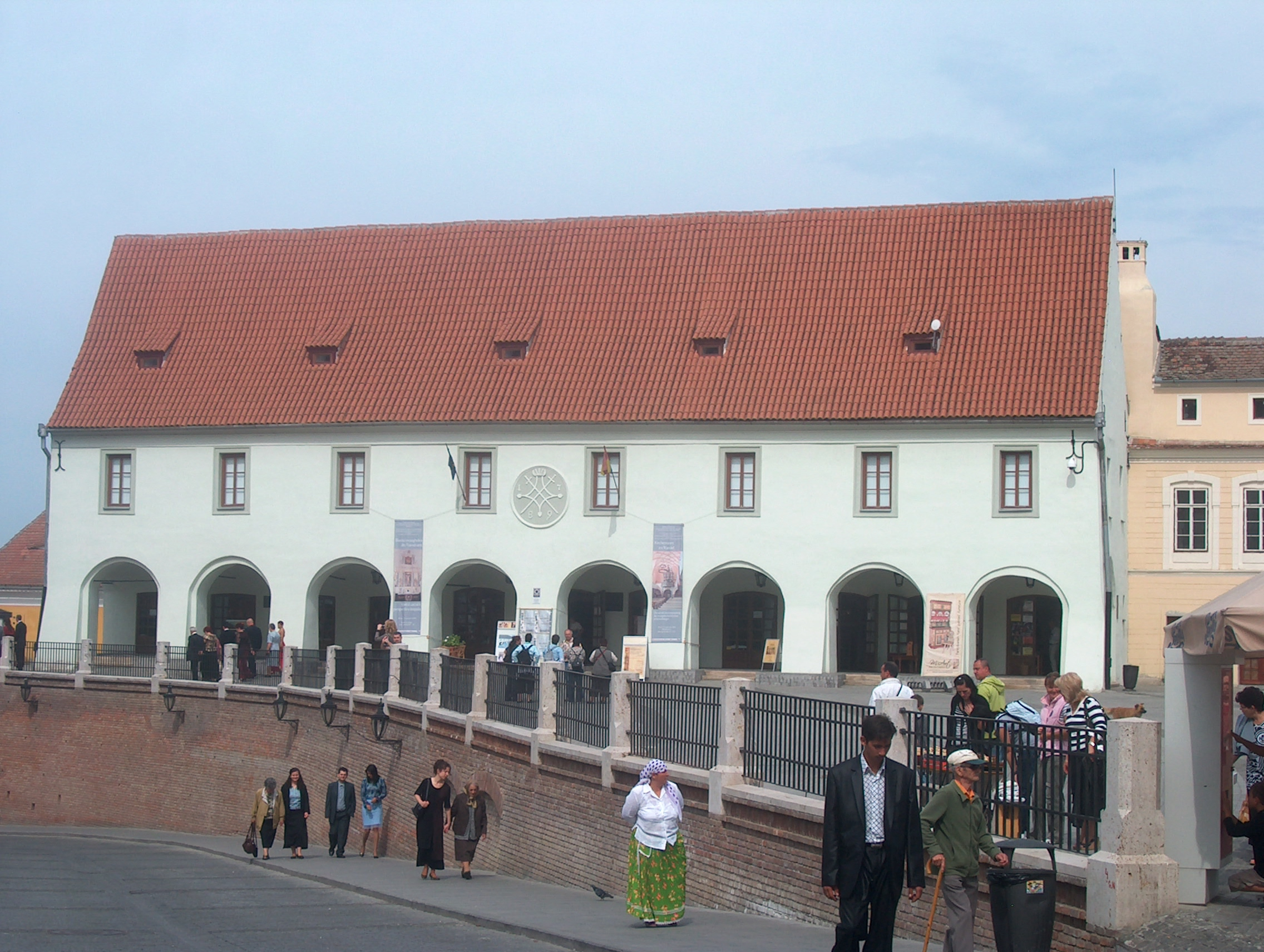
Vedere de la baza Turnului Sfatului